# Lega Nazionale A 1937-1938 (hockey su ghiaccio)
La stagione 1937-1938 è stato il primo anno del nuovo campionato svizzero di hockey su ghiaccio di Lega Nazionale A, e ha visto campione l'Hockey Club Davos.

## Classifica finale
| Posizione | Squadra            | G | V | N | P | GF | GF | DR  | Punti | Osservazioni          |
| --------- | ------------------ | - | - | - | - | -- | -- | --- | ----- | --------------------- |
| 1         | Davos              | 5 | 4 | 1 | 0 | 20 | 1  | +19 | 9     | Campione svizzero     |
| 2         | Zürcher SC         | 5 | 4 | 0 | 1 | 15 | 3  | +12 | 8     |                       |
| 3         | St. Moritz         | 5 | 2 | 2 | 1 | 8  | 5  | +3  | 6     |                       |
| 4         | Berna              | 5 | 2 | 0 | 3 | 8  | 6  | +2  | 4     |                       |
| 5         | Grasshopper Zürich | 5 | 1 | 1 | 3 | 3  | 13 | -10 | 3     |                       |
| 6         | NEHC Basel         | 5 | 0 | 0 | 5 | 3  | 29 | -26 | 0     | Retrocesso in Serie A |

## Verdetti
| Lega Nazionale A 1937-1938 | Lega Nazionale A 1937-1938 |
| -------------------------- | -------------------------- |
| Lega Nazionale A           | Davos NEHC Basel           |
| Serie A                    | Arosa                      |

### Roster della squadra vincitrice
| Vincitori della Lega Nazionale A HC Davos | Portieri: Difensori: Attaccanti: Ferdinand Cattini, Hans Cattini, Bibi Torriani Allenatore: Jack Steadmann |